# Los Angeles Rams
Los Angeles Rams er et amerikansk fodboldhold fra Inglewood i Californien. Los Angeles spiller i NFC West i NFL.
Rams-holdet blev til i 1937 i Cleveland, Ohio, og derfor var de dengang kendt som Cleveland Rams. I 1946 flyttede Rams til Los Angeles og var frem til 1995 kendt som Los Angeles Rams, til trods for at holdet spillede deres kampe i Anaheim i Californien efter 1980. Efter 1995 flyttede holdet til St. Louis og ændrede navn til St. Louis Rams. I 2016 flyttes holdet tilbage til Los Angeles , for igen at hedde Los Angeles Rams. Hovedkontoret ligger i Agoura Hills, Los Angeles County, 50 kilometer vestnordvest for det centrale Los Angeles. Fra 2020 skal de spille på et stadion i Inglewood, 15-20 km sydvest for Los Angeles. 
Rams har vundet Super Bowl to gange, det skete i 1999 da de i Super Bowl XXXIV slog Tennessee Titans med 23-16 samt i 2021 hvor de i Super Bowl LVI slog Cincinnati Bengals med 23-20.

## Historie

### 1999 Super Bowl XXXIV
Før sæsonstarten 1999 byttede Rams sig til Marshall Faulk som spillede running back. Dette skulle vise sig at være en god idé, da han senere skulle blive MVP. Rams fik dog ikke den bedste start på sæsonen, da deres normalt startende quarterback, Trent Green, blev skadet i en af de første preseason kampe, og kunne ikke spille hele sæsonen. Derfor blev backup quarterback, Kurt Warner, nødt til at starte inde. Kurt Warner havde ikke før startet en NFL kamp. Dette skræmte dog ikke Kurt Warner og resten af Rams holdet. Kurt Warner førte Rams frem til Super Bowl, hvor de slog Tennessee Titans i en af de bedste Super Bowl nogensinde. Kurt Warner blev både Super Bowl MVP og MVP.

### HOF
Spillere/personer som er valgt ind i Pro Football Hall of Fame:
- Eric Dickerson, Running back
- Norm Van Brocklin, Quarterback
- Deacon Jones, Defensive end
- Elroy "Crazy Legs" Hirsch, Wide receiver og Running back
- George Allen, Coach
- Dan Reeves, Ejer
- Jackie Slater, Offensive tackle
- Merlin Olsen, Defensive tackle
- Tom Mack, Offensive Guard
- Bob Waterfield, Quarterback
- Jack Youngblood, Defensive end
- Bob Brown, Offensive tackle
- Tom Fears, Defensive end